# Simó de Cramaud
Simó de Cramaud (Cramaud, vers 1345 – Poitiers, 15 de desembre de 1422), va ser un cardenal i arquebisbe catòlic francès, que va viure durant el període del Gran Cisma d'Occident. Creat (pseudo) cardenal per l'antipapa Joan XXIII, més tard va ser confirmat en el càrrec pel papa Martí V.

## Biografia
Va estudiar a Orleans i més tard a París, on va obtenir una llicenciatura (1369) i després un doctorat (1375) en dret, adquirint la reputació de talentós canonista.
Va ser nomenada col·legial (écolâtre) de la catedral d'Orleans. A partir de 1380 va tenir alguns càrrecs a la cort de Carles VI i el 1382 va ser nomenat jutge i conservador dels tres senescaltures jueves del Llenguadoc. Esdevé abat commendatari del monestir de Notre-Dame la Grande a Poitiers i canonge de Sant Martí a Tours .
Va ser elegit bisbe d'Agen el 30 de maig de 1382. El 7 d'agost de l'any següent va ser traslladat a la seu de Besiers. El 24 de novembre de 1385 va canviar de nou i es va convertir en bisbe de Poitiers. El 27 de maig de 1390 l'antipapa Climent VII el va nomenar arquebisbe de Sens, però el nomenament no va tenir efecte i aleshores va esdevenir el Patriarca Llatí d'Alexandria i administrador apostòlic de l'arxidiòcesi d'Avinyó a partir del 17 de març de 1391 i de la diòcesi de Carcassona a partir del 19 de setembre. del mateix any.
Es va posicionar contra l'antipapa Benet XIII, amb qui va negociar demanant la seva abdicació i va participar en llargues negociacions infructuoses per resoldre el Gran Cisma d'Occident.
El 1409 participà en el Concili de Pisa. El 2 de juliol del mateix any l'antipapa Alexandre V el va nomenar arquebisbe de Reims.
L'antipapa Joan XXIII el va nomenar cardenal al consistori del 13 d'abril de 1413 i li va conferir el títol de San Lorenzo in Lucina el 12 de maig següent. En el mateix període també va obtenir la diòcesi de Poitiers en administració apostòlica perpètua.
El 1417 va participar en el concili de Constança, en el qual va pronunciar l'homilia Libera, Deus Israel, ex omnibus tribulationibus suis Ecclesiam. El mateix any va participar en el conclave que elegí el papa Martí V, qui li va confirmar la dignitat de cardenal, amb el qual va tornar 
a França .
Va ser enterrat en una arca de marbre a la catedral de Poitiers, però el seu monument funerari va ser posteriorment destruït pels hugonots.